# Acarterus macrochaetus
Acarterus macrochaetus är en tvåvingeart som beskrevs av Sinclair 1996. Acarterus macrochaetus ingår i släktet Acarterus och familjen puckeldansflugor. Inga underarter finns listade i Catalogue of Life.